# 黑頸眼鏡蛇
黑颈眼镜蛇（学名：Naja nigricollis）是眼镜蛇属的一种射毒眼镜蛇，分布于撒哈拉以南非洲。体长在1.2至2.2米（3.9至7.2英尺）之间，以小型啮齿动物为食。被咬者在未经治疗的情况下有5–10%的死亡率。斑马射毒眼镜蛇（Naja nigricincta nigricincta）和黑射毒眼镜蛇（Naja nigricincta woodi）原来是它的亚种，但现在已经是独立的种。

## 毒液
它的毒液在眼镜蛇中是比较特别的——主要由细胞毒素而非神经毒素构成。被咬伤处会出现大出血和组织坏死，并会感到呼吸苦难。被咬者在未经治疗的情况下有5–10%的死亡率，死亡原因一般是隔膜麻痹导致的窒息。其半数致死剂量为2 mg/kg SC，或1.15 mg/kg IV。它一次咬伤可以注入200至350 mg的毒液。